# QR Возничего
QR Возничего (лат. QR Aurigae), HD 42616 — одиночная переменная звезда в созвездии Возничего на расстоянии приблизительно 776 световых лет (около 238 парсеков) от Солнца. Видимая звёздная величина звезды — от +7,21m до +7,19m.

## Характеристики
QR Возничего — белая вращающаяся переменная звезда типа Альфы² Гончих Псов (ACV) спектрального класса A0pEuSrCr, или A1pSrSi, или A2p. Масса — около 2,5 солнечных, светимость — около 57,544 солнечных. Эффективная температура — около 8388 К.